# Kananascus verrucisporus
Kananascus verrucisporus är en svampart som beskrevs av Nag Raj 1984. Kananascus verrucisporus ingår i släktet Kananascus, klassen Sordariomycetes, divisionen sporsäcksvampar och riket svampar.   Inga underarter finns listade i Catalogue of Life.